# Rewolwer Nagant wz. NG 30
Rewolwer Nagant wz. NG 30 – polski rewolwer służbowy kalibru 7,62 mm, licencyjna odmiana rewolweru Nagant wz. 1895, produkowana w okresie międzywojennym przez Fabrykę Broni w Radomiu. 
Polska Policja Państwowa posiadała w latach 20. różne wzory broni, w tym liczne belgijskie rewolwery Nagant wz. 1895, produkowane także w Rosji. W 1927 roku rewolwer Nagant zwyciężył w ankiecie przeprowadzonej w policji na przyszłą typową broń służbową. W konsekwencji, 8 lutego 1929 Komenda Główna Policji zdecydowała zamówić 30.000 rewolwerów tego modelu, ponadto zainteresowane nimi było Ministerstwo Poczty i Telegrafu. Produkcję broni na linii zakupionej w Belgii uruchomiono w Fabryce Broni w Radomiu, wchodzącej w skład Państwowych Wytwórni Uzbrojenia. Polskie rewolwery różniły się m.in. lufą skróconą do 114 mm, masą, podstawą muszki i kształtem główki rozładownika i kurka. Zasilany był z magazynka bębenkowego na 7 nabojów. Wyprodukowano 7166 rewolwerów w latach 1931–1935.
Przewidywano, że do 1933 roku fabryka wyprodukuje 30 000 sztuk, a produkcja dojdzie do 2000 sztuk miesięcznie. Była ona jednak znacznie wolniejsza, co spowodowało, że Policja ostatecznie zamówiła tylko 15 700 sztuk. Do 1939 roku wyprodukowano ok. 19 000 rewolwerów Nagant, z tego 15 700 dostarczono dla  Policji Państwowej (4000 w 1932, 8000 w 1933 i 3700 w 1937). Ich cena dla Policji wynosiła po 98,90 zł (była wysoka w porównaniu z innymi wzorami broni).